# Dithecodes inornata
Dithecodes inornata är en fjärilsart som beskrevs av W. Warren 1896. Dithecodes inornata ingår i släktet Dithecodes och familjen mätare. Inga underarter finns listade i Catalogue of Life.